# Солобковецька сільська рада
Солобкове́цька сільська́ ра́да — адміністративно-територіальна одиниця та орган місцевого самоврядування в Ярмолинецькому районі Хмельницької області. Адміністративний центр — село Солобківці.

## Загальні відомості
- Територія ради: 44 км²
- Населення ради: 2 245 осіб (станом на 2001 рік)
- Територією ради протікає річка Ушиця

## Населені пункти
Сільській раді підпорядковані населені пункти:
- с. Солобківці

## Склад ради
Рада складається з 16 депутатів та голови.
- Голова ради: Грацонь Мирослав Дмитрович
- Секретар ради: Гавриленко Валентина Миколаївна

### Керівний склад попередніх скликань
| Прізвище, ім'я, по батькові | Основні відомості                                                                     | Дата обрання | Дата звільнення |
| --------------------------- | ------------------------------------------------------------------------------------- | ------------ | --------------- |
| Грацонь Мирослав Дмитрович  | Сільський голова, 1954 року народження, освіта вища, член Української Народної Партії | 26.03.2006   | 31.10.2010      |
| Грацонь Мирослав Дмитрович  | Сільський голова, 1954 року народження, освіта вища, безпартійний                     | 31.10.2010   |                 |

Примітка: таблиця складена за даними сайту Верховної Ради України

### Депутати
За результатами місцевих виборів 2010 року депутатами ради стали:

#### За суб'єктами висування
| Суб'єкт висування | Кількість обраних депутатів | %    |
| ----------------- | --------------------------- | ---- |
| Самовисування     | 13                          | 81,3 |
| Партія регіонів   | 3                           | 18,8 |

#### За округами
| № округу        | Прізвище, ім'я, по батькові        | Дата визнання обраним | Освіта             | Партійна приналежність | Відомості про обраного депутата                             |
| --------------- | ---------------------------------- | --------------------- | ------------------ | ---------------------- | ----------------------------------------------------------- |
| Партія регіонів |                                    |                       |                    |                        |                                                             |
| 3               | П'янковський Максим Анатолійович   | 05.11.2010            | вища               | позапартійний          | тимчасово не працює                                         |
| 8               | Грох Руслан Миколайович            | 05.11.2010            | вища               | позапартійний          | приватний підприємець                                       |
| 13              | Гавриленко Валентина Миколаївна    | 05.11.2010            | середня спеціальна | позапартійна           | Солобковецька сільська рада, секретар                       |
| Самовисування   |                                    |                       |                    |                        |                                                             |
| 1               | Ништа Михайло Тимофійович          | 05.11.2010            | середня спеціальна | позапартійний          | ТОВ Автотехкультсервіс, агент з комерційного обслуговування |
| 2               | Процеви Олена Миколаївна           | 05.11.2010            | середня            | позапартійна           | ТОВ Автокультсервіс, технічка                               |
| 4               | Черевуля Микола Іванович           | 05.11.2010            | середня            | позапартійний          | тимчасово не працює                                         |
| 5               | Боднар Володимир Васильович        | 05.11.2010            | вища               | позапартійний          | Солобковецька дільнична лікарня, лікар                      |
| 6               | Коржан Олександр Васильович        | 05.11.2010            | середня            | позапартійний          | Солобковецька дільнична лікарня, завгосп                    |
| 7               | Мужило Станіслав Броніславович     | 05.11.2010            | вища               | позапартійний          | Солобковецька загальноосвітня школа, вчитель                |
| 9               | Берба Катерина Петрівна            | 05.11.2010            | середня спеціальна | позапартійна           | приватний підприємець                                       |
| 10              | Буга Галина Петрівна               | 05.11.2010            | вища               | позапартійна           | Солобковецька школа-інтернат, вчитель                       |
| 11              | Карасійчук Володимир Володимирович | 05.11.2010            | вища               | позапартійний          | Солобковецька музична школа, вчитель                        |
| 12              | Радзінська Ірина Миколаївна        | 05.11.2010            | вища               | позапартійна           | Солобковецька музична школа, витель                         |
| 14              | Цуцман Борис Романович             | 05.11.2010            | вища               | позапартійний          | пенсіонер                                                   |
| 15              | Сноз Надія Василівна               | 05.11.2010            | середня            | позапартійна           | Солобковецька сільська рада, землевпорядник                 |
| 16              | Пастернак Володимир Володимирович  | 05.11.2010            | вища               | позапартійний          | Солобковецька дільнична лікарня, лікар стоматолог           |